# Lindsay Wagner
Lindsay Jean Wagner (ur. 22 czerwca 1949 w Los Angeles) – amerykańska aktorka i producentka telewizyjna.
13 grudnia 1984 otrzymała własną gwiazdę w Alei Gwiazd w Los Angeles znajdującą się przy 6767 Hollywood Boulevard. 

## Życiorys

### Wczesne lata
Urodziła się w Los Angeles w Kalifornii jako córka Marilyn Louise (z domu Thrasher) i Williama „Billa” Nowelsa Wagnera. Kiedy miała siedem lat, jej rodzice rozwiedli się i wraz z matką przeprowadziła się do północno-wschodniego Los Angeles, w pobliżu Eagle Rock, niedaleko Pasadeny. W wieku trzynastu lat rozpoczęła naukę tańca, od baletu do jazzu. Jej mentor doradzał, by podjęła studia aktorskie.
Jako nastolatka wzięła udział w pokazach mody i pozowała do zdjęć jako początkująca modelka. Następnie wraz z matką i ojczymem Tedem Ballem przeniosła się do Portland, w stanie Oregon, gdzie uczęszczała do publicznej szkoły średniej David Douglas High School i występowała w szkolnych przedstawieniach. Podjęła studia na University of Oregon w Eugene, w stanie Oregon, gdzie pozbyła się dysleksji. 

### Kariera
Po raz pierwszy wystąpiła na srebrnym ekranie w serialach NBC – Zuchwali prawnicy (The Bold Ones: The Lawyers, 1971) i Nocna galeria (Night Gallery, 1971–72) oraz ABC – Marcus Welby, M.D. (1971–75). Stała się rozpoznawalna jako Jamie Sommers, była tenisistka, sympatia Steve'a Austina z lat dziecięcych, która była wyposażona w bioniczne kończyny, lecz jej ciało odrzuciło bionikę i zmarła w serialu ABC The Six Million Dollar Man (Sześcio-milionowo-dolarowy człowiek, 1975–76) z Lee Majorsem. 
Jej serialowa bohaterka Jamie Sommers powróciła w serii spin-off sensacyjno-przygodowej sci-fi NBC Biomimetyk (The Bionic Woman, 1976–78). Rola ta przyniosła jej w 1977 nagrodę Emmy oraz była dwukrotnie nominowana do nagrody Złotego Globu. Na kinowym ekranie debiutowała w dramacie Dwoje ludzi (Two People, 1973) u boku Petera Fondy. Szybko jednak powróciła na mały ekran, gdzie zdobyła uznanie i tytuł królowej telefilmów i miniseriali.

## Życie prywatne
Wagner mieszkała z kapitanem Danielem M. Yoderem (United States Air Force), aż do wyjazdu do Wietnamu. Była czterokrotnie zamężna i czterokrotnie rozwiedziona. 28 września 1971 zawarła związek małżeński z publicystą muzycznym Allanem Richardem Riderem, z którym się rozwiodła w październiku 1974. W 1976 przeżyła wypadek samochodowy, a na miejscu pasażera siedział jej ówczesny chłopak, aktor Michael Brandon, za którego wyszła za mąż 19 grudnia 1976. Brandon prawie stracił oko, a Wagner doznała poważnego rozcięcia górnej wargi, po którym pozostała niewielka, ale trwała blizna. Rozwiedli się 17 września 1979. 16 maja 1981 poślubiła kaskadera filmowego Henry’ego Kingi, poznanego na planie serialu Biomimetyk, z którym ma dwóch synów: Doriana (ur. 1982) i Alexa Nathana (ur. 7 października 1986). W 1984 doszło do rozwodu. 6 maja 1990 zawarła związek małżeński z producentem filmowym Lawrence’em Mortorffem, a trzy lata później w czerwcu 1993 rozwiedli się. 
25 maja 1979 Wagner miała być pasażerką lotu 191 American Airlines z Chicago do Los Angeles, ale nagle poczuła się bardzo źle, czekając na samolot. Opuściła lot, który rozbił się zaledwie kilka minut po starcie, zabijając 271 osób na pokładzie i 2 osoby na ziemi – był to najbardziej śmiertelny wypadek lotniczy, jaki miał miejsce w Stanach Zjednoczonych.

## Książki
- Lindsay Wagner, Robert M. Klein: Lindsay Wagner’s New Beauty: The Acupressure Facelift. Simon & Schuster, 1987. ISBN 0-13-536806-5.
- Lindsay Wagner, Robert M. Klein: 30-Day Natural Face Lift Program. HarperCollins Publishers, 1988. ISBN 0-86188-779-4.
- Lindsay Wagner, Ariane Spade: High Road to Health: A Vegetarian Cookbook. Atria, 1994. ISBN 0-671-87277-X.

## Wybrana filmografia
- 1973: W pogoni za papierkiem (The Fortune Cookie) jako Susan Fields
- 1975–1976: The Six Million Dollar Man jako Jaime Sommers
- 1981: Nocny jastrząb (Nighthawks) jako Irene DaSilva, żona Deke'a
- 1983: Księżniczka Daisy (Princess Daisy, TV) jako Francesca Valenski
- 1986: Kate i Allie (Kate & Allie) jako Julia
- 1988: Alfred Hitchcock przedstawia jako Susan Forrester
- 1991: Rykoszet (Ricochet) jako Priscilla Brimleigh
- 2002: Babski oddział jako Agatha B.
- 2010–14: Magazyn 13 jako dr Vanessa Calder
- 2011: Alphas jako dr Vanessa Calder
- 2015: Agenci NCIS jako Barbara Bishop
- 2018: Samson jako Zealphonis, matka Samsona
- 2018: Pełniejsza chata jako Millie
- 2018–2019: Chirurdzy jako Helen Karev
- 2022: Blood & Treasure jako Dani Kowalski